# 노경수
노경수(盧慶秀, 1954년 10월 27일 ~ )는 대한민국의 정치학자로서 현재 서울대학교 행정대학원 교수이다. 아버지는 노신영 前 국무총리, 장인은 정세영 前 회장이다.

## 주요 경력
- 1979년 ~ 1982년 육군사관학교 영어학 교관 한미연합사 부사령관 부관
- 1982년 ~ 1983년 대통령 정무 제1(외교안보, 국방) 비서실 행정관
- 1987년 ~ 1989년 미국 스탠퍼드 대학교 국제안보군비통제 연구소 책임연구위원
- 1989년 ~ 1992년 스탠퍼드 대학교 국제정치학 프로그램(科) 조교수
- 1992년 ~ 1994년 스탠퍼드 대학교 후버 연구소 선임연구위원
- 1994년 ~ 현재 서울대학교 행정대학원 교수
- 1996년 ~ 1997년 베를린 자유대학 교환교수
- 1999년 ~ 2001년 서울대학교 행정대학원 부원장 겸 행정학과장
- 2001년 ~ 2002년 미국 브루킹스 연구소 초빙연구위원
- 2003년 ~ 현재 서울대학교 대외협력본부장

## 학력
- 미국 하버드 고등학교 졸업
- 미국 하버드 대학교 국제정치학과 학사
- 영국 옥스퍼드 대학교 대학원 국제정치학과 정치학 석사·정치학 박사

## 가족 관계
- 아버지: 노신영(盧信永，1930년 2월 28일 ~ 2019년 10월 21일) 前 국무총리
- 아내: 정숙영(鄭淑英, 1959년 12월 21일 ~ ) 정세영의 딸